# Cryptolestes curus
Cryptolestes curus is een keversoort uit de familie dwergschorskevers (Laemophloeidae). De wetenschappelijke naam van de soort werd in 1965 gepubliceerd door Lefkovitch.